# Schaduw (Jung)
De schaduw betekent in de jungiaanse psychologie het deel van het onbewuste, bestaande uit verdrongen zwakheden, tekortkomingen en instincten. Het is een van de drie meest herkenbare archetypen, de andere zijn de anima en animus, en de persona.

## De schaduw en creativiteit
"Iedereen draagt een schaduw", zei Jung, "en hoe minder hij is belichaamd in het bewuste leven van het individu, des te zwarter en dichter hij is." Het kan echter ook beschouwd worden als een verbinding met de primitieve dierlijke instincten, die tijdens de vroege kinderjaren door de bewuste geest vervangen zijn. Vandaar dat Jung de schaduw ook met creativiteit in verband brengt. Een beschaafd mens onderdrukt deze dierlijke neigingen, maar dit gaat ten koste van de spontaneïteit, creativiteit, gevoeligheid en inzicht. Dit reservoir van duisternis herbergt dus ook bronnen waaruit de scheppende kunstenaar zijn inspiratie haalt. Inspiraties zijn altijd het werk van de schaduw en een leven zonder schaduw zou saai en oppervlakkig zijn.

## Projecties
Volgens Jung is de schaduw instinctief en irrationeel, maar kan herkend worden via projecties. Zelfs als een mens denkt dat hij voorgoed heeft afgerekend met zijn 'slechte' elementen, kan dit slechts tijdelijk zijn. Ze hebben zich teruggetrokken in het onbewuste en kunnen opnieuw opduiken in perioden van crisis en druk uitoefenen op het Ik.

## Verdringing van de schaduw
Als de gemeenschap de schaduw te nadrukkelijk verdringt kan dit volgens Jung rampzalige gevolgen hebben. Na de beestachtigheden van de Eerste Wereldoorlog stelde hij de christelijke leer verantwoordelijk voor al het bloedvergieten, doordat deze de schaduw volledig trachtte te verdringen. De schaduw kan echter verwoestend toeslaan door al het dierlijke in de mens zijn vrije gang te laten gaan als de omstandigheden dat toelaten. De schaduw is volgens Jung ook verantwoordelijk voor de relaties met seksegenoten, en die kunnen vriendschappelijk of vijandig zijn. Dit hangt af van het feit of de schaduw door het Ik aanvaard wordt en harmonisch geïntegreerd is in de psyche. Wordt het verdrongen naar het onbewuste, dan zullen de projecties van de schaduw op andere mannen 'geworpen' worden en leiden tot wrijvingen, ruzies en geweld. Op dezelfde manier werkt dit mechanisme volgens Jung ook voor vrouwen. Vermits deze reacties stammen uit de irrationele, driftmatige menselijke natuur kunnen zulke ervaringen overweldigend en vernietigend zijn.